# Bionic (album de Christina Aguilera)
Bionic este cel de-al șaselea album de studio al Christinei Aguilera. A fost lansat pe 4 iunie 2010 de Sony Music Entertainment.

## Melodii
| #   | Titlu                                                                                                | Durată |
| --- | --- | ------ |
| 1.  | "Bionic" Christina Aguilera, Kalenna Harper, John Hill, David Taylor                                 | 3:21   |
| 2.  | "Not Myself Tonight" Jamal Jones, Ester Dean, Jason Perry, Greg Curtis                               | 3:05   |
| 3.  | "Woohoo" (feat. Nicki Minaj) Aguilera, Onika Maraj, Claude Kelly, Dean, Jones                        | 5:29   |
| 4.  | "Elastic Love" Aguilera, Mathangi Arulpragasam, Hill, Taylor                                         | 3:34   |
| 5.  | "Desnudate" Aguilera, Christopher Stewart, Kelly                                                     | 4:25   |
| 6.  | "Love & Glamour" –                                                                                   | 0:11   |
| 7.  | "Glam" Aguilera, Stewart, Kelly                                                                      | 3:33   |
| 8.  | "Prima Donna" Aguilera, Stewart, Kelly                                                               | 3:26   |
| 9.  | "Morning Dessert" Bernard Edwards Jr.                                                                | 1:33   |
| 10. | "Sex For Breakfast" Aguilera, Noel Fisher, Edwards, Jr                                               | 4:49   |
| 11. | "Lift Me Up" Linda Perry                                                                             | 4:07   |
| 12. | "My Heart" –                                                                                         | 0:19   |
| 13. | "All I Need" Aguilera, Sia Furler, Samuel Dixon                                                      | 3:33   |
| 14. | "I Am" Aguilera, Furler, Dixon                                                                       | 3:55   |
| 15. | "You Lost Me" Aguilera, Furler, Dixon                                                                | 4:18   |
| 16. | "I Hate Boys" Aguilera, Jones, Dean, William Tyler, Bill Wellings, J.J. Hunter                       | 2:24   |
| 17. | "My Girls" (feat. Peaches) Aguilera, Kathleen Hanna, Johanna Fateman, JD Samson, Merrill Beth Nisker | 3:08   |
| 18. | "Vanity" Aguilera, Dean, Claude Kelly                                                                | 4:21   |